# Estadio Morelos
L'Estadio Morelos est une enceinte sportive située à Morelia au Mexique. Il est utilisé principalement pour le football. Depuis 1989, c'est le domicile du Monarcas Morelia de la Primera División.

## Histoire
L'Estadio Morelos ouvre ses portes en 1989. L'inauguration officielle a lieu le 9 avril 1989, lors du match Monarcas Morelia-América (victoire 2 buts à 1). Le premier but est inscrit par Juan Ángel Bustos.

## Événements
- Match amical :  Mexique 0-2  Bulgarie, le 23 janvier 2001.
- Coupe du monde de football des moins de 17 ans 2011

## Galerie

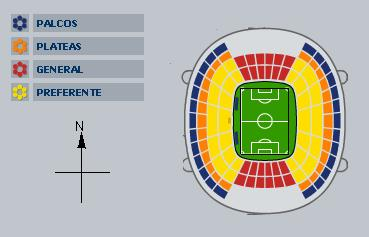
Plan